# 港埠都市
港埠都市（日语：港湾都市）即人員和貨物流動的乘客及物流負責的運輸已經形成的點這裡的土地和水之間的切換城市。適用於輸送水岸，湖岸邊，岸邊的土地和居民的用水戶通過一個雙方或一方的城市化。如果發展成為集散樞紐，它將成為連接陸地和陸地或水和水的樞紐港。又可稱為港口城市、港市、港都（日语：／ minato machi）。

## 各國各地實例

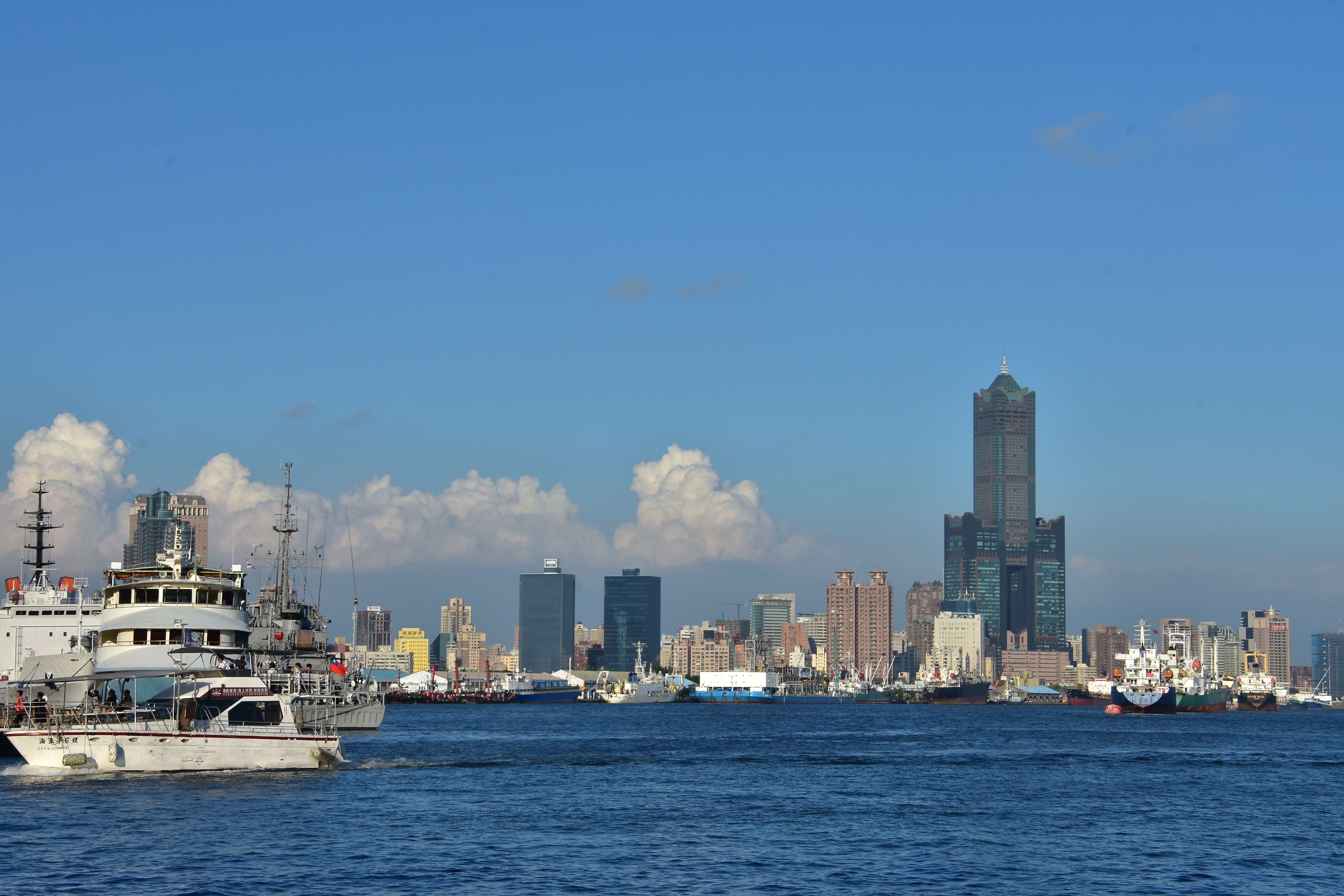
高雄是臺灣具代表的港埠都市

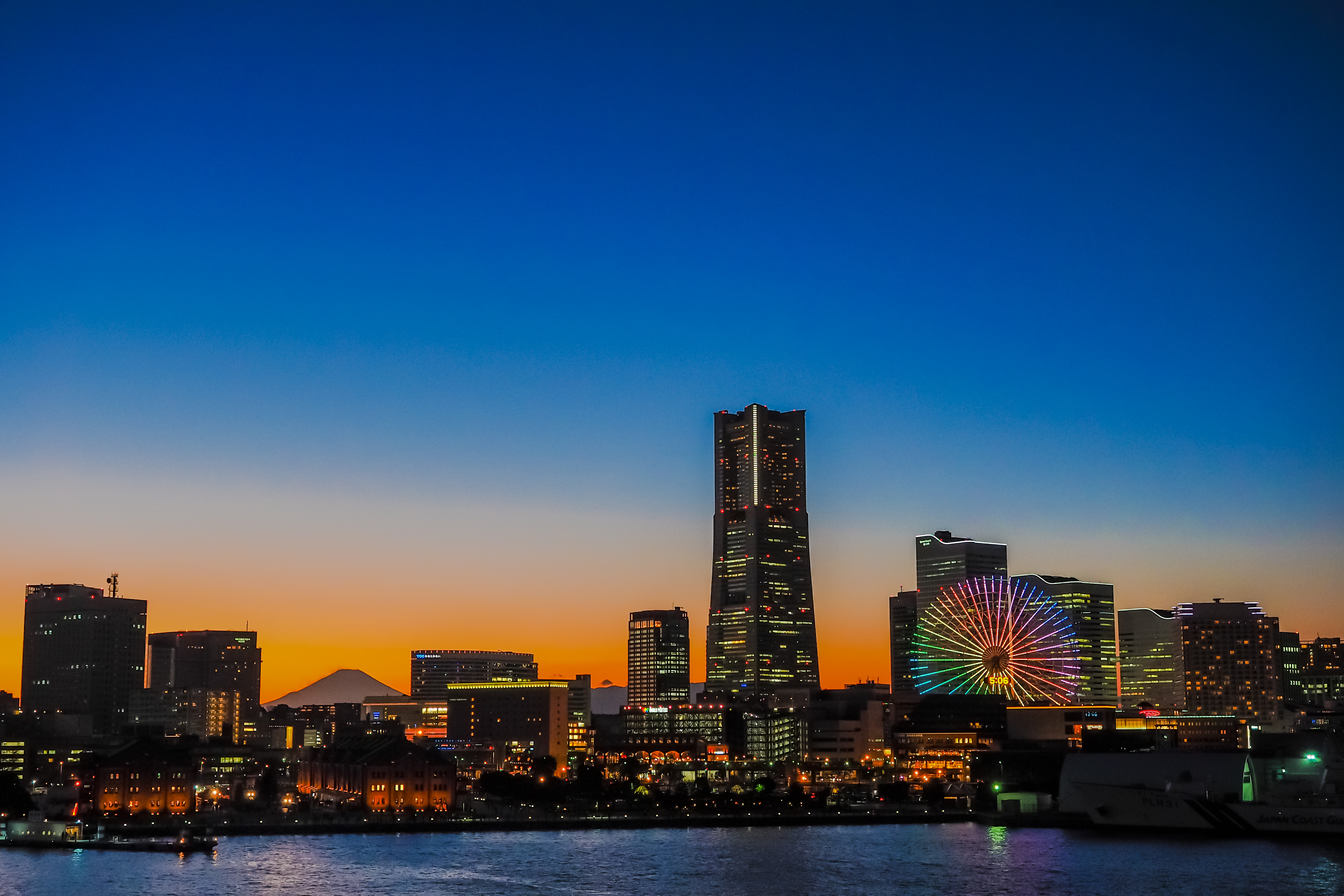
橫濱是日本具代表的港埠都市

### 中華民國（臺灣）
- 高雄市（高雄港）
- 基隆市（基隆港）

### 日本
- 東京都（東京港）
- 神奈川縣橫濱市（橫濱港）
- 山口縣下關市（下關港）
- 神奈川縣橫須賀市（橫須賀港）
- 千葉縣市川市、船橋市、習志野市、千葉市、市原市、袖浦市（千葉港）
- 福岡縣福岡市（博多港）
- 長崎縣長崎市（長崎港）

### 香港
- 香港（香港港口）

### 新加坡
- 新加坡（新加坡港）